# 古市二郎
古市 二郎（ふるいち じろう、1909年8月2日 - 1967年2月22日）は、日本の物理学者。元北海道大学学長。

## 来歴
北海道出身。1934年北海道帝国大学理学部物理学科卒業。助手、助教授を経て、1945年理学博士。1948年、北海道大学教授となり、評議員、理学部長などを務めた。
1966年10月に学長に就任。しかし、1967年2月22日に急死した。享年57。このため北大では阿部與（工学部長）が急遽学長事務取扱となり、1967年5月に堀内寿郎が後任の学長になった。 
1958年に湯川秀樹が来道した際、札幌市、旭川市、釧路市での講演に中谷宇吉郎、田中一とともに同行した。弟子に三井利夫（大阪大学名誉教授）、川路紳治（学習院大学名誉教授、日本学士院賞受賞）がいる。

## 略歴
- 1947年　北海道大学理学部化学科教授。
- 1966年10月  北海道大学学長就任
- 1967年2月22日　死去。享年57。これに伴い、北海道大学学長退任。

## 主な著書・編著
- 「北海道大学理学部高分子学科」（高分子、高分子学会、1966年）